# Enrique Parigi
Enrique Parigi fue un actor del cine mudo argentino.

## Carrera
Parigi fue un joven actor cinematográfico que se desempeñó notablemente en la década del '20 junto con destacados personajes de aquella época como Lidia Liss, Jorge Lafuente, Rodolfo Vismara, Carlos Dux, Modesto Insúa, Elena Guido, Elsa Rey, José Pía, entre otros.
Durante su breve estadía en la pantalla grande estuvo bajo la supervisión del gran director José Agustín Ferreyra. 

## Filmografía
- 1920: Palomas rubias
- 1921: La gaucha
- 1922: La muchacha de arrabal
- 1922: Buenos Aires, ciudad de ensueño[2]